# 飞仙关镇
飞仙关镇，是中华人民共和国四川省雅安市芦山县下辖的一个乡镇级行政单位。

## 行政区划
飞仙关镇下辖以下地区：
朝阳村、新庄村、三友村、飞仙村和凤凰村。